# Mount Magog
Mount Magog är ett berg i Kanada.   Det ligger på gränsen mellan Alberta och British Columbia, i den västra delen av landet, 3 000 km väster om huvudstaden Ottawa. Toppen på Mount Magog är 3 092 meter över havet, eller 203 meter över den omgivande terrängen. Bredden vid basen är 0,89 km.
Terrängen runt Mount Magog är bergig åt sydväst, men åt nordost är den kuperad.Trakten runt Mount Magog är nära nog obefolkad, med mindre än två invånare per kvadratkilometer.. Det finns inga samhällen i närheten. 
Trakten runt Mount Magog består i huvudsak av gräsmarker.